# Margecany
Margecany (węg. Margitfalva, niem. Margareten) – wieś (obec) w powiecie Gelnica w kraju koszyckim na Słowacji, w historycznej krainie Spisz. W 2011 roku liczyło ok. 2 tysięcy mieszkańców.

## Położenie
Margecany położone są w Rudawach Spiskich, w głębokiej dolinie u zbiegu Hornádu i Hnilca, które łączą się tu w zbiorniku zaporowym Ružín. Od zachodu otaczają je Góry Wołowskie, natomiast na wschodzie ogranicza je pasmo Czarnej Góry. Leżą ok. 10 km na północny wschód od Gelnicy, na wysokości 330 – 340 m n.p.m.

## Historia
Pierwsza wzmianka o Margecanach pochodzi z 1235 r. Na terenie wsi działały prymitywne kopalnie rud srebra i żelaza. W przysiółku Rolová huta w XIX w. działała huta miedzi. W latach 1871–1872 dotarła tu pierwsza linia Kolei Koszycko-Bogumińskiej, poszerzona o drugi tor i zelektryfikowana po II wojnie światowej. W 1936 r. dołączyła do niej linia z Bańskiej Bystrzycy przez Czerwoną Skałę. W latach powojennych powstał tu również zakład wapienniczy.

## Współczesność
Margecany są ważnym kolejowym węzłem komunikacyjnym, ze stacją Margecany. Zbiegają się tu ważne linie kolejowe nr 180 (Koszyce – Żylina) i nr 173 (Margecany – Czerwona Skała), działają zakłady naprawy taboru kolejowego. Wieś jest również węzłem drogowym: krzyżują się tu drogi nr 547 (Koszyce – Spiskie Podgrodzie) i nr 546 (Nowa Wieś Spiska – Gelnica – Preszów).